# MTV Movie & TV Awards 2019
A cerimônia de premiação do "MTV Movie Awards de 2019" ocorreu em 15 de junho de 2019 no Barker Hangar em Santa Monica, Califórnia, com o apresentador Zachary Levi, e foi transmitida dois dias depois em 17 de junho de 2019.  Foi a 28ª edição dos prêmios e a terceira a homenagear filmes e televisão em conjunto.

## Performances
A MTV anunciou a performance de Lizzo em 16 de maio de 2019, ao lado de Martin Garrix com Macklemore e Patrick Stump do Summer Days, mas em 10 de junho foi anunciado que eles não se apresentariam mais e Bazzi se apresentaria. 
- Lizzo - "Juice"
- Bazzi - "Paradise"

## Indicados e vencedores
Os resultados foram anunciados em 17 de junho de 2019. Os vencedores estão listados em negrito. 
| Melhor FIlme do Ano | Melhor Show |
| --- | --- |
| - Avengers: Endgame - BlacKkKlansman - Spider-Man: Into the Spider-Verse - To All the Boys I've Loved Before - Nós (filme) | - Game of Thrones - Big Mouth - The Haunting of Hill House - Riverdale - Schitt’s Creek |
| Melhor perfomance em filme | Melhor desempenho em uma série |
| - Lady Gaga – A Star Is Born - Sandra Bullock – Bird Box - Lupita Nyong'o – Nós - Rami Malek – Bohemian Rhapsody - Amandla Stenberg – The Hate U Give | - Elisabeth Moss – The Handmaid's Tale - Emilia Clarke – Game of Thrones - Gina Rodriguez – Jane the Virgin - Kiernan Shipka – Chilling Adventures of Sabrina - †Jason Mitchell – The Chi                                                                             |
| Melhor performance em comédia | Melhor Herói |
| - Dan Levy – Schitt's Creek - Awkwafina – Crazy Rich Asians - John Mulaney – Big Mouth - Marsai Martin – Little - Zachary Levi – Shazam! | - Robert Downey Jr. – Avengers: Endgame - Brie Larson – Captain Marvel - John David Washington – BlacKkKlansman - Maisie Williams – Game of Thrones - Zachary Levi – Shazam!                                                                                          |
| Melhor Vilão | Melhor beijo |
| - Josh Brolin – Avengers: Endgame - Penn Badgley – You - Jodie Comer – Killing Eve - Joseph Fiennes – The Handmaid's Tale - Lupita Nyong'o – Us | - Noah Centineo e Lana Condor – To All the Boys I've Loved Before - Jason Momoa e Amber Heard – Aquaman - Charles Melton e Camila Mendes – Riverdale - Ncuti Gatwa e Connor Swindells – Sex Education - Tom Hardy e Michelle Williams – Venom                         |
| Melhor Luta | Melhor Reality |
| - Sandra Bullock – Bird Box - Linda Cardellini – The Curse of La Llorona - Rhian Rees – Halloween - Victoria Pedretti – The Haunting of Hill House - Alex Wolff – Hereditary | - Love & Hip Hop: Atlanta - Jersey Shore: Family Vacation - The Bachelor - The Challenge - Vanderpump Rules |
| Melhor documentário | Melhor Briga |
| - Surviving R. Kelly - At the Heart of Gold: Inside the USA Gymnastics Scandal - McQueen - Minding the Gap - RBG | - Brie Larson vs. Gemma Chan – Captain Marvel - Josh Brolin vs. Chris Evans – Avengers: Endgame - Maisie Williams vs. White Walkers – Game of Thrones - Ruth Bader Ginsburg vs. Inequality – RBG - Becky Lynch vs. Ronda Rousey vs. Charlotte Flair – WrestleMania 35 |
| Melhor apresentador | Melhor Desempenho Inovador |
| - Nick Cannon – Wild N Out - Gayle King – CBS This Morning - Trevor Noah – The Daily Show - Nick Cannon – The Masked Singer - RuPaul – RuPaul's Drag Race | - Noah Centineo – To All the Boys I've Loved Before - Awkwafina – Crazy Rich Asians - Ncuti Gatwa – Sex Education - Haley Lu Richardson – Five Feet Apart - MJ Rodriguez – Pose                                                                                       |
| Melhor herói real | Momento mais memorável |
| - Ruth Bader Ginsburg – RBG - Alex Honnold – Free Solo - Hannah Gadsby – Nanette - Roman Reigns – WWE SmackDown - Serena Williams – Being Serena | - The Bachelor – Colton Underwood jumps the fence - Lindsay Lohan's Beach Club – The Lilo Dance - Love & Hip Hop: Hollywood – Ray J's Hat - RBG – The Notorious RBG - RuPaul's Drag Race – Asia O'Hara's butterfly finale fail                                        |
| Melhor momento musical | |
| - "Shallow" – A Star Is Born - Live Aid – Bohemian Rhapsody - "Just a Girl" – Captain Marvel - "Masquerade" – Chilling Adventures of Sabrina - "Look at That Butt" – On My Block - "Seventeen" – Riverdale - "Sunflower" – Spider-Man: Into the Spider-Verse - "I Think We're Alone Now" – The Umbrella Academy | |

Nota: † A indicação de Jason Mitchell foi rescindida em 29 de maio de 2019 devido a problemas de conduta pessoal. 

## Prêmio geração MTV
- Dwayne Johnson [9]